# Servando Primera
Servando Moriche Primera Mussett (Caracas, 27 de agosto de 1980) es un músico, compositor, actor y cantante venezolano de salsa, balada, pop, entre otros géneros, y uno de los artistas más populares de Venezuela durante los años 1990 y 2000.

## Vida artística
Compuso su primera canción «Bella Ladrona» a los 8 años de edad, dedicada a Solangel su prima, de quien estaba enamorado. Se hizo popular junto a su hermano Florentino Primera en la Orquesta Salserín, saltando a la fama, se separó del grupo y siguió con su hermano en una carrera a dúo apoyados por el cantante venezolano Ricardo Montaner, y su sello discográfico Hecho A Mano.
En cuanto a la actuación este joven realizó 4 películas francesas, un unitario El ángel limpia botas, participó también en la serie La pandilla de los 7 que era transmitida en RCTV, actuó junto a la orquesta Salserin en la película La primera vez y la serie De Sol a Sol, más tarde junto a su hermano Florentino, actuó en Muchacho Solitario y en series como "¿Qué será de mí?"
Servando es también actor de teatro, cine y televisión, actúa desde los 8 años edad, ha participado en producciones venezolanas y alemanas.
También se dedica a componer, producir y arreglar canciones a una gran cantidad de artistas y agrupaciones internacionales como Camila, MDO, Gabriela Spanic, Christina Aguilera, Becky G, Thalia, Enrique Iglesias, Wisin, Jennifer Lopez, Maluma, Chino y Nacho, Reik, Pee Wee, Kali Uchis.

## Reconocimientos
Grabó «Bella Ladrona» en el primer trabajo discográfico de Salserín en 1993. Gracias a esta canción Servando obtuvo el premio como el compositor más joven del mundo a los doce años de edad.[cita requerida] 
En el 2017 se convierte en el primer y único compositor venezolano en ser nominado para los premios Secret Genius Awards de Spotify basado en Los Ángeles (Estado de California).
En 2019 recibe su primer Latin Grammy junto a los Amigos Invisibles por su canción Tócamela en la categoría de Canción del Año.
Actualmente el álbum Sin miedo (del amor y otros demonios) de la artista Kali Uchis se encuentra nominado al Grammy en la categoría "Mejor Álbum De Música Urbana" contando con varias canciones de la autoría del Venezolano, incluyendo su éxito Telepatía.

## Discografía
La discografía oficial de Servando & Florentino comprende los álbumes de estudio publicados en Venezuela (con diferentes versiones en el resto de Latinoamérica), la serie de 3 álbumes con varios artistas lanzada en 1997 y 1998 Entre Panas, los álbumes recopilatorios, sus apariciones en otros álbumes con sus hermanos bajo el nombre de "Los Primera" y los álbumes de Salserín mientras estaban en la agrupación.
Con su primer sencillo Una fan enamorada adquirieron fama a nivel internacional visitando en su totalidad los países de América del Sur y muchos países de Norte, Centro América y el Caribe, luego de eso, filmar una película y 3 álbumes de estudio (Los Primera, Muchacho Solitario y Paso a Paso) duraron 4 años sin lanzar una producción pero en 2004 sacaron su 4.º álbum Servando & Florentino (lanzado en 2006 para EUA y en 2007 para España); su 5.ª producción It's a Wrap / Se Acabó fue lanzada el 21 de octubre de 2010 que cuenta con un sencillo promocional lanzado el 18 de enero de 2010, «Me vas a recordar».
En 2019 saca su primer sencillo como solista Mañanero y en 2020 Obviamente del álbum Luz y Sombra.
En 2021 lanza su tercer sencillo promocional ¿Para qué te vi? de su autoría.